# 30090 Grossano
30090 Grossano è un asteroide della fascia principale. Scoperto nel 2000, presenta un'orbita caratterizzata da un semiasse maggiore pari a 2,5828659 au e da un'eccentricità di 0,1862434, inclinata di 3,64076° rispetto all'eclittica.
L'asteroide è dedicato allo storico statunitense Geoffrey Louis Rossano.